# Abu Hanífah
Abū Ḥanīfah al-Nuʽmān ibn Ṯābit (699, Kufa, Irak – 767, Bagdad) fue un teólogo y jurista musulmán.
Hijo de un comerciante de Kufa, hizo fortuna en el negocio de la seda y estudió derecho a cargo del afamado jurista Ḥammād. Después de la muerte de su maestro (738), Abū Ḥanīfah se volvió su sucesor. Fue el primero en desarrollar doctrinas legales sistemáticas a partir de la tradición jurídica islámica acumulada. 
Fue principalmente un hombre de letras, no aceptó una judicatura ni tampoco tomó parte activa en la política de los tribunales; respaldó a los herederos de Ali Ibn Abi Talib por encima de las gobernantes dinastías Omeya y Abbasí.
Su sistema doctrinal se volvió una de las cuatro escuelas de jurisprudencia de la ley islámica (Sharía), la hanafí, y es todavía obedecido ampliamente en la India, Pakistán, Turquía, Asia Central y los países árabes. Hoy su escuela es la más seguida de las cuatro madhahab sunnitas.

## Biografía

### Contexto familiar
Abu Hanifa nació en Kufa en el año 80 AH, 77 AH, 70 AH, o 61 AH, durante el Califato Omeya. La mayoría de los historiadores eligen la visión más tardía, el año 80 AH, de acuerdo con el principio de elegir la fecha más tardía de la muerte, ya que esto es para la precaución. 
Pero Mohammad Zahid al-Kawthari, adjunto a la oficina del último Shaykh al-Islam del Imperio Otomano, escribe que el punto de vista medio, 70 AH, se apoya en dos hechos que los otros no. En primer lugar, Mohammad Ibn Makhlad al-Attar considera que la narración del hijo de Abu Hanifa, Hammad, del Imam Málik Ibn Anas es un ejemplo de narración de un hombre mayor de un hombre más joven. En segundo lugar, Abu Hanifa estaba preocupado por quién debía suceder a Ibrahim al-Nakhai tras su muerte en el 96 AH, algo que sólo podía ocurrir después de que Abu Hanifa fuera un poco mayor, ya que es bien sabido que Abu Hanifa sólo se preocupó por sus estudios religiosos después de tener unos 19 años. Según la opinión de que Abu Hanifa nació en el 80 AH, Abu Hanifa habría tenido 16 años.
En general, se acepta que su ascendencia es de origen persa, como sugiere la etimología de los nombres de su abuelo (Zuta) y bisabuelo (Mah). El historiador Al-Khatib al-Baghdadi recoge una declaración del nieto de Abu Hanifa, Ismaíl ibn Hammad, quien dio el linaje de Abu Hanifa como Thabit ibn Numan ibn Marzban y afirmó ser de origen persa. La discrepancia en los nombres, tal como los da Ismaíl del abuelo y bisabuelo de Abu Hanifa, se cree que se debe a que Zuta adoptó el nombre árabe (Numán) al aceptar el Islam y a que Mah y Marzban eran títulos o designaciones oficiales en Persia, siendo este último, que significa un margrave, una referencia a la ascendencia noble de la familia de Abu Hanifa como los marzbans sasánidas. Sin embargo, la opinión más aceptada es que lo más probable es que fuera de ascendencia persa.
Su abuelo, Zuta, pudo haber sido capturado por las tropas musulmanas en Kabul y vendido como esclavo en Kufa. Allí fue comprado y liberado por un miembro de la tribu árabe de los Taym Allah una rama de los Banu Bakr. A partir de entonces, Zuta y su progenie se convirtieron en clientes (mawali) de los Taym Allah, de ahí las referencias esporádicas a Abu Hanifa como 'al-Taymi' (es decir, 'de los Taym Allah'). Por lo demás, se sostiene que su familia emigró de Charikar al norte de Kabul a Bagdad en el siglo VIII. El erudito indio Qazi Athar Mubarakpuri informa del nieto de Abu Hanifa, que dijo: "Por Dios, nuestra familia nunca fue esclava de nadie y mi abuelo Numán nació en el año 80 AH." Athar también sugiere que Zuta había abrazado el Islam durante el reinado de Alí y se llamaba Numán.

### Primeros años y erudición
Hay poca información biográfica sobre Abū Ḥanīfah. Se sabe que trabajó como productor y vendedor de "khazz", un tipo de tela de seda para vestir. Asistió a las clases de jurisprudencia del erudito cúfico Hammad ibn Abi Sulayman (m. 737). Posiblemente también aprendió jurisprudencia (fiqh) con el erudito de La Meca Ata ibn Abi Rabah (m. c. 733) mientras realizaba el Haŷŷ. Según el historiador Joseph Schacht, otros eruditos de los que se sostiene que Abu Hanifa aprendió deben ser "tratados con precaución".
Abu Hanifa sucedió a Hammad, a la muerte de éste, como principal autoridad de la ley islámica en Kufa y principal representante de la escuela de jurisprudencia kufana. Abu Hanifa fue ganando influencia como autoridad en cuestiones legales, fundando una escuela racionalista moderada de jurisprudencia islámica que recibió su nombre.

### Edad adulta y muerte

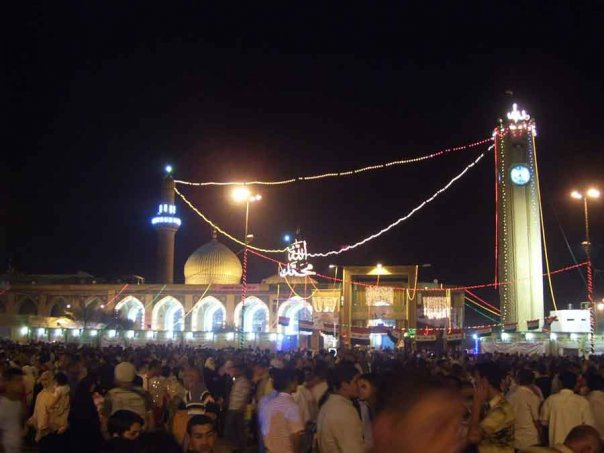
Mezquita de Abū Ḥanīfah en Bagdad, Irak.

En el año 763, al-Mansur, el califa abasí le ofreció a Abū Ḥanīfah el cargo de qadi al-qudat (cadí [juez] principal del Estado), pero éste rechazó la oferta y prefirió seguir siendo independiente. Su alumno Abu Yusuf fue nombrado posteriormente para el puesto por el califa Harun al-Rashid.
En su respuesta a al-Mansur, Abū Ḥanīfah dijo que no era apto para el puesto. Al-Mansur, que tenía sus propias ideas y razones para ofrecer el puesto, perdió los nervios y le acusó de mentir.
"Si miento", dijo Abū Ḥanīfah, "entonces mi declaración es doblemente correcta. ¿Cómo puedes nombrar a un mentiroso para el exaltado puesto de un cadí principal?".
Indignado por esta respuesta, el gobernante hizo arrestar a Abū Ḥanīfah, fue encerrado en prisión y torturado. Nunca fue alimentado ni atendido. Incluso allí, el jurista continuó enseñando a quienes se les permitía acudir a él.
El 15 de Rayab de 150, (15 de agosto de 767) Abu Hanifa murió en prisión. La causa de su muerte no está clara, ya que algunos dicen que Abu Hanifa emitió un dictamen legal por llevar armas contra al-Mansur, y este lo hizo envenenar. Se dice que el compañero de prisión y fundador judío caraíta, Anan ben David, recibió consejos de Abu Hanifa para salvar la vida. Se dice que tanta gente asistió a su funeral que el servicio fúnebre se repitió seis veces para más de 50 000 personas que se habían reunido antes de ser enterrado. Según el historiador al-Jatib, la gente realizó oraciones fúnebres por él durante veinte días. Más tarde, muchos años después, se construyó la Mezquita de Abu Hanifa en el barrio de Adhamiyah de Bagdad. Abū Ḥanīfah también apoyó la causa de Zayd ibn Ali e Ibrahim al-Qamar, ambos imanes Alid Zaydi.
La tumba de Abū Ḥanīfah y la de Abdul Qadir Gilani fueron destruidas por el Shah Isma'il del Imperio safávida en 1508. En 1533, los otomanos conquistaron Bagdad y reconstruyeron la tumba de Abū Ḥanīfah y otros lugares suníes.